# Helius (Helius) obliteratus
Helius (Helius) obliteratus is een tweevleugelige uit de familie steltmuggen (Limoniidae). De soort komt voor in het Palearctisch gebied.